# А̃
A với dấu ngã (А̃ а̃, chữ nghiêng: А̃ а̃) là một chữ cái trong bảng chữ cái Kirin. Ở tất cả các dạng chữ, nó trông giống hệt chữ cái Latinh A với dấu ngã (Ã ã Ã ã).
A với dấu ngã chỉ được sử dụng trong bảng chữ cái của tiếng Khinalug. Nó đại diện cho âm /ɑ̃/.